# 2004년 대한민국 행정수도 이전 계획
2004년 대한민국 행정수도 이전 계획은 행정수도를 서울에서 충남 연기군·공주시 등(現 세종특별자치시)으로 이전하는 것을 주요 골자로 한 계획이다. 이 계획의 일환으로 제정된 '신행정수도의 건설을 위한 특별조치법'이 헌법재판소에서 위헌결정을 받아 폐기되었으며, 수도 이전 계획은 행정중심복합도시(세종특별자치시) 건설안으로 변경되었다.

## 행정수도 이전 계획의 착수
2002년 당시 노무현 대통령 후보는 유세활동 중 "수도권 집중 억제와 낙후된 지역경제를 해결하기 위해 청와대와 정부부처를 충청권으로 옮기겠다"고 공약했다. 2003년 취임하고 나서 노무현 대통령은 대통령 산하의 신행정수도건설추진기획단을 발족시켰다.
백지계획에 의해 제정된 임시행정수도건설을위한특별조치법을 개정하지 않고 신행정수도의건설을위한특별조치법을 제정하는 안을 정부에서는 추진하였고, 국회에서는 임시행정수도건설을위한특별조치법을 개정하여 건설하자는 안도 제안하였다.결국 신행정수도의건설을위한특별조치법을 제정하고 임시행정수도건설을위한특별조치법을 폐지하는 것으로 결론이 나서 이에 근거하여 공주시 연기군 일대를 신행정수도 후보지로 선정하여, 백지계획 후보지와 겹치면서도 조금 동쪽에 위치한 지역을 후보지로 확정해 용지 매입 등을 진행하였다.

## 헌법재판소의 위헌 결정
국회는 2003년 12월 29일 여야 합의로 신행정수도의 건설을 위한 특별조치법(이른바 신행정수도법)을 통과(찬성167, 반대13, 기권14표) 시켰다. 그 법안은 2004년 1월 16일 공포되었고, 동 법에 따라 8월 11일 정부(신행정수도건설추진위원회)는 연기군과 공주시의 일부를 신행정수도의 입지로 결정했다. 신행정수도법은 같은 해 10월 21일에 헌법재판소에서 위헌 결정을 받았다.

## 행정중심복합도시
국회는 여야 합의를 통해 행정중심복합도시건설특별법을 제정하였다. 동 법률 역시 신행정수도건설법과 같이 헌법소원이 제기되었으나, 헌법재판소는 각하결정을 하였다.

## 이재명 정부 행정수도 이전
이재명 대통령 취임에 행정수도 이전 10대공약
세종의사당과 대통령 청와대 완성
1. ↑  충남 공주.연기가 새 행정수도가 되면 서울시는어떻게 되나[깨진 링크(과거 내용 찾기)]《연합뉴스》2004년 7월 5일
2. ↑  신행정수도 `연기.공주'로 사실상 확정《충북인뉴스》2004년 7월 5일
3. ↑  https://www.moleg.go.kr/mpbleg/mpblegInfo.mo?mid=a10402020000&mpb_leg_pst_seq=130578

## 같이 보기
- 노무현
- 신행정수도법 위헌 확인 결정
- 백지계획
- 세종특별자치시의 역사